# Demon’s Souls
Demon’s Souls – fabularna gra akcji utrzymana w klimatach dark fantasy. Została wyprodukowana przez From Software i wydana 5 lutego 2009 na platformie PlayStation 3. W 2020 wydano remake na PlayStation 5.
Akcja gry rozgrywa się w królestwie Boletarii, gdzie król przebudził siły zła. Gracz wciela się w postać, która jest ostatnią nadzieją na uratowanie świata i pokonanie wszystkich demonów.

## Rozgrywka
Po rozpoczęciu rozgrywki gracz loguje się na serwery Demon’s Souls, dzięki czemu może grać w trybie kooperacji z innymi postaciami, pisać wiadomości lub walczyć z innymi graczami w trybie player versus player. W Demon’s Souls udostępniono dziesięć klas postaci, pięć różnych światów oraz tzw. „Nexus”, czyli miejsce, z którego bohater może wyruszać na wyprawy.
27 listopada 2017 producent gry zapowiedział wyłączenie serwerów umożliwiających rozgrywkę wieloosobową. Zostały one wyłączone 28 lutego 2018.

## Odbiór gry
Demon’s Souls, mimo że jest uznawany za jedną z najtrudniejszych gier na konsolę PlayStation 3, cieszy się wielką popularnością i zdobył rzesze fanów na całym świecie. Został też bardzo dobrze przyjęty przez krytyków – średnia ocen na GameRankings i Metacritic wynosi ponad 89%. Gra została lepiej oceniona przez amerykańskie i europejskie serwisy oceniające gry niż japońskie. Spowodowane jest to m.in. tym, że Demon’s Souls nie można zaliczyć do gatunku jRPG, który jest bardziej popularny w Azji, przez co gra przypomina bardziej zachodnie produkcje RPG.
Gra została też bardzo dobrze przyjęta przez polskie serwisy i magazyny zajmujące się grami wideo. Magazyn „CD-Action” wystawił grze ocenę 8/10, natomiast serwis Gry-Online – 9/10.

## Kontynuacja i remake
Pod koniec 2010 zapowiedziana została kontynuacja Demon’s Souls pod tytułem Dark Souls. Jak określili sami twórcy, jest to duchowy następca jednej z najtrudniejszych gier siódmej generacji gier komputerowych. Jej premiera odbyła się 22 września 2011. Demon’s Souls doczekał się też remake’u wydanego w listopadzie 2020 na platformę PlayStation 5.